# جک هانا
جک هانا (به انگلیسی: Jack Hannah) کارگردان، فیلم‌نامه‌نویس و انیماتور آمریکایی بود که در ۵ ژانویه ۱۹۱۳ در شهر نوگالس آریزونا متولد و در ۱۱ ژوئن ۱۹۹۴ در سن ۸۱ سالگی در شهر بربنک ایالت کالیفرنیا در آمریکا درگذشت.

## زندگی‌نامه
جک هانا برای تحصیل در آکادمی هنر نیویورک (به انگلیسی: Art Guild Academy) به نیویورک نقل مکان کرد. از نخستین شغل‌هایی که داشت نقاش پوستر برای فیلم‌ها در هالیوود بود. در دوره رکود بزرگ اقتصادی یک دهه پیش از جنگ جهانی دوم او تقاضای کار به همراه نمونه کارهایش را برای شرکت والت دیزنی فرستاد و در مدت زمان کوتاهی از درخواستش به عنوان انیماتور وسط کار و تمیزکار پروژه‌های میکی ماوس، دانلد داک و سمفونی احمقانه در سال ۱۹۳۳ در این شرکت استخدام شد.
جک هانا کار خود را به عنوان یک انیماتور با کار بر روی انیمیشن «اختراعات مدرن» به همراه پل آلن و جانی کنن آغاز نمود (این مجموعه در تاریخ ۲۹ می‌سال ۱۹۳۷ منتشر شد). جک هانا پس از یک سری درگیری‌های لفظی که با والت دیزنی داشت کار خود را در زمینه انیمیشن با شرکت والت لنتز ادامه داد و درآنجا بر روی شخصیت کارتونی وودی وودپکر کار کرد. این پروژه در ۳ اکتبر ۱۹۵۷ منتشر شد.
هانا در سال ۱۹۷۵ مدت کوتاهی پس از کار بر روی پروژه مادرشوهر چارلی در شرکت والت لنتز بازنشسته شد. جک هانا به همراه تی -هی از پایه‌گذاران برنامه شخصیت انیمیشن در انستیتو هنرهای کالیفرنیا محسوب می‌شود. او در سال ۱۹۹۲ برای خلق شخصیت کارتونی دانلد داک به عنوان یکی از افسانه‌های والت دیزنی برگزیده شد. البته کارل بارکز خالق اصلی شخصیت کارتونی اردک معروف دانلد داک بود اما جک هانا خالق شخصیت متحرک دانلد داک است و به همین خاطر و برای همین تفاوت است که جیم کورکیس تاریخ‌نگار والت دیزنی او را دومین پدر شخصیت کارتونی دانلد داک می‌داند.

## آثار
مجموعه آثار و پروژه‌هایی که جک هانا در آن‌ها فعالیت داشته عبارتند از:
- اختراعات مدرن (به انگلیسی: Modern Inventions) ‏ ۲۹ می۱۹۳۷
- برادر زاده‌های دانلد (به انگلیسی: Donald's Nephews) ‏ ۱۵ آوریل ۱۹۳۸
- داستان مصور (یا کمیک‌استریپ) (به انگلیسی: Comic Strip) پلوتو کشتی را نجات می‌دهد (به انگلیسی: Pluto Saves the Ship) (با همکاری کارل بارکز) ۱۹۴۲
- نیمی از داستان‌های مصور (یا کمیک‌استریپ) (به انگلیسی: Comic Strip) دانلد داک طلاهای دزدان دریایی را پیدا می‌کند (به انگلیسی: Donald Duck Finds Pirate Gold) (با همکاری کارل بارکز) ۱۹۴۲[۴]
- سری داستان‌های مصور دانلد داک
- روز تعطیل دانلد (به انگلیسی: Donald's Off Day) ‏ (۸ دسامبر ۱۹۴۴)
- مدیریت پروژه چند فیلم کوتاه مانند: گوفی (Goofy)، میکی ماوس (Mickey Mouse)، پلوتو (Pluto).
- گلچین ۱۴ قسمتی تلویزیون والت دیزنی (به انگلیسی: Walt Disney anthology television series)
- معاونت پروژه ماجراهای وودی وودپکر (به انگلیسی: The Woody Woodpecker Show) در شرکت والتر لنتز ۳ اکتبر ۱۹۵۷
- مادرزن چارلی (به انگلیسی: Charlie's Mother-In-Law) در شرکت والتر لنتز ۱۶ آوریل ۱۹۶۳